# 10737 Bruck
10737 Bruck este o planetă minoră (asteroid) din Mars-crossing asteroid⁠(d). A fost descoperită pe 25 februarie 1988 la  de Robert H. McNaught. 
Obiectul prezintă o orbită caracterizată de o semiaxă mare de 1,9045935 UAi, o excentricitate de 0,13, o înclinație de 19,17159 ° în raport cu ecliptica.